# Omã nos Jogos Olímpicos de Verão de 2020
O Omã deverá competir nos Jogos Olímpicos de Verão de 2020 em Tóquio. Originalmente programados para ocorrerem de 24 de julho a 9 de agosto de 2020, os Jogos foram adiados para 23 de julho a 8 de agosto de 2021, por causa da pandemia COVID-19. Será a décima participação consecutiva da nação nos Jogos Olímpicos de Verão. 

## Competidores
Abaixo está a lista do número de competidores nos Jogos.
| Esporte        | Masculino | Feminino | Total |
| -------------- | --------- | -------- | ----- |
| Atletismo      | 1         | 0        | 1     |
| Halterofilismo | 1         | 0        | 1     |
| Natação        | 1         | 0        | 1     |
| Tiro           | 1         | 0        | 1     |
| Total          | 4         | 0        | 4     |

## Atletismo

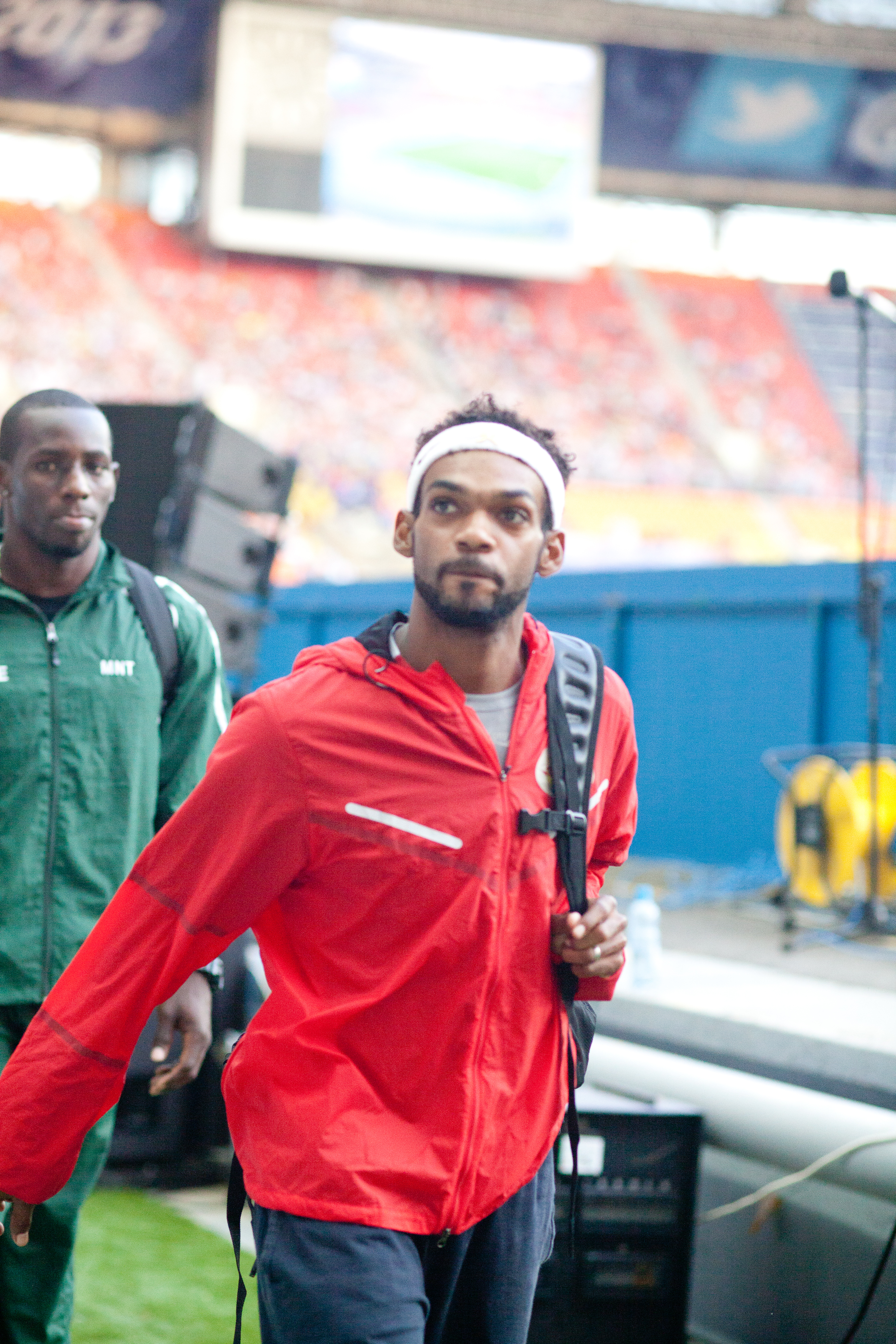
Barakat Al-Harthi

O Omã recebeu uma vaga de Universalidade da World Athletics para enviar um atleta para as Olimpíadas.
- Nota– As posições para os eventos de pista são em relação à bateria do atleta
- Q = Qualificado para a próxima fase
- q = Qualificado para a próxima fase como o perdedor mais rápido ou, em eventos de campo, pela posição sem atingir o alvo para qualificação
- NR = Recorde nacional
- N/A = Fase não aplicável para o evento
- Bye = Atleta não precisou disputar aquela fase

Eventos de pista e estrada
| Atleta            | Evento          | Eliminatória | Eliminatória | Quartas-de-final | Quartas-de-final | Semifinal | Semifinal | Final     | Final   |
| Atleta            | Evento          | Resultado    | Posição      | Resultado        | Posição          | Resultado | Posição   | Resultado | Posição |
| ----------------- | --------------- | ------------ | ------------ | ---------------- | ---------------- | --------- | --------- | --------- | ------- |
| Barakat Al-Harthi | 100 m masculino |              |              |                  |                  |           |           |           |         |

## Halterofilismo
O Omã recebeu um convite da Comissão Tripartite da IWF para enviar Amur Salim Al-Khanjari para a categoria 81-kg das Olimpíadas.
| Atleta                 | Evento           | Arranque  | Arranque | Arremesso | Arremesso | Total | Posição |
| Atleta                 | Evento           | Resultado | Posição  | Resultado | Posição   | Total | Posição |
| ---------------------- | ---------------- | --------- | -------- | --------- | --------- | ----- | ------- |
| Amur Salim Al-Khanjari | –81 kg masculino |           |          |           |           |       |         |

## Natação
O Omã recebeu um convite de Universalidade da FINA para enviar seu nadador de melhor ranking para o respectivo evento individual nas Olimpíadas, baseado no Sistema de Pontos da FINA de 28 de junho de 2021. Será a estreia da nação no esporte.
| Atleta        | Evento                | Eliminatória | Eliminatória | Semifinal | Semifinal | Final | Final   |
| Atleta        | Evento                | Tempo        | Posição      | Tempo     | Posição   | Tempo | Posição |
| ------------- | --------------------- | ------------ | ------------ | --------- | --------- | ----- | ------- |
| Issa Al-Adawi | 100 m livre masculino |              |              |           |           |       |         |

## Tiro
O Omã recebeu um convite da Comissão Tripartite para enviar um atirador da carabina para as Olimpíadas, contanto que a marca de qualificação mínima (MQS) fosse atingida até 5 de junho de 2021.
| Atleta               | Evento                                | Qualificação | Qualificação | Final  | Final   |
| Atleta               | Evento                                | Pontos       | Posição      | Pontos | Posição |
| -------------------- | ------------------------------------- | ------------ | ------------ | ------ | ------- |
| Hamed Said Al-Khatri | Carabina três posições 50 m masculino |              |              |        |         |